# 扎麻尼哈遗址
扎麻尼哈遗址，位于中国青海省贵南县沙沟乡郭仁多村，为青海省市县级文物保护单位，公布日期为1988年6月2日，类型为古遗址。
扎麻尼哈遗址的历史年代为卡约文化。